# Sauasera
Die Sauaseras waren ein indigenes Volk, die in einem Gebiet um die heutige peruanische Stadt Cusco lebten. Laut dem spanischen Historiker Sarmiento de Gamboa waren sie gemeinsam mit den Guallas die ersten Bewohner dieses Gebiets. Die Sauaseras waren Ackerbauern und lebten in der Nähe des späteren Inka-Tempels Coricancha bzw. des heutigen Klosters Santo Domingo. Die Inka bedrohten bei ihren Eroberungsfeldzügen die Sauaseras, weshalb sie Hilfe bei den benachbarten Copalimaytas suchten. Deren Anführer wurde jedoch von den Inka besiegt. Die Inka töteten fast alle Sauaseras, nahmen das Land ein und ließen sich dort nieder. Auf dem eroberten Land entwickelte sich später die Inka-Hauptstadt Cusco.